# コードギアス るるくるステーション
『コードギアス るるくるステーション』は、アニメ『コードギアス 反逆のルルーシュR2』に関連したラジオ番組である。
2008年4月5日から2008年9月27日まで文化放送、毎日放送ラジオ（MBSラジオ）にて放送されていた。また、翌週の月曜にはBIGLOBEストリームでもネット配信されていた。

## 出演者

### パーソナリティ
- 福山潤（ルルーシュ・ランペルージ役）
- 櫻井孝宏（枢木スザク役）

### ゲスト
- 第9回 - ゆかな（C.C.役）
- 第18回 - 宝野アリカ（ALI PROJECT）
- 第19回 - 黒石ひとみ
- 第25回 - 小清水亜美（紅月カレン役）

## コーナー
隣のルル
リスナーからまわりで聞いたルルーシュが発言したような名言、迷言、珍言を募集し、発表していく。
今日のナナリー
動物や機械など等、いろんなモノに姿を変えたナナリーをリスナーに発見して報告してもらうコーナー。
王子と王子!仮面相談室
悩み相談のコーナー。パーソナリティの二人が悩みを解決していく。
コードギアス 1回だけマジで従順な俺たち
リスナーから1度だけならやれるが2度はやれないというお題を募集し、パーソナリティの二人がそのお題に1度だけ挑戦する。
『コードギアス 反逆の山々』から受け継がれたコーナー。

## その他
Newtype Special出前CD
2008年9月号に付録されているオリジナルラジオCD。ゲストは名塚佳織（ナナリー・ヴィ・ブリタニア役）。
本放送で使用されているBGMは使用されていない。

### メニュー
オープニング
対決!クイズは何でしょう?
クイズの答えを聴き、その問題を予想する。正否のジャッジは名塚佳織。
今日のナナリー出前版
内容は本放送と同じ。ただしナナリー役は名塚ではない。
ルルとスザクでお知らせし〜ましょ
本放送で行われた宣伝を収録し直すという形で再度行う。
エンディング

## 放送局
| 放送局                      | 放送期間               | 放送日時                 |
| --------------------------- | ---------------------- | ------------------------ |
| 文化放送                    | 2008年4月5日 - 9月27日 | 土曜 27時30分 - 28時00分 |
| 毎日放送ラジオ（MBSラジオ） | 2008年4月5日 - 9月27日 | 土曜 25時00分 - 25時30分 |
| BIGLOBEストリーム           | 2008年4月7日 - 9月29日 | 毎週月曜 15時00分配信    |

| 文化放送 土曜27:30枠                    | 文化放送 土曜27:30枠              | 文化放送 土曜27:30枠                                                               |
| 前番組                                  | 番組名                            | 次番組                                                                             |
| --------------------------------------- | --------------------------------- | ---------------------------------------------------------------------------------- |
| 押井守の世界 シネマシネマ               | コードギアス るるくるステーション | 白石涼子の聞かなきゃ☆そん♪Song! ※27:00 - 28:00（→木曜26:00より放送日・時間枠移動） |
| 毎日放送ラジオ（MBSラジオ） 土曜25:00枠 |                                   |                                                                                    |
| MBSエンタメ倶楽部                       | コードギアス るるくるステーション | マクロスF （文化放送制作。→日曜25:30より放送日・時間枠移動）                       |